# Юбилейный (бренди)
«Юбилейный» — армянский коньяк десятилетней выдержки крепостью 43 градуса с содержанием сахара 0,7 %, созданный Маркаром Седракяном в 1937 году на Ереванском коньячном заводе.
Коньяк удостоен трёх золотых и трёх серебряных медалей
«Юбилейный» стал первым марочным коньяком, сделанным в Советском Союзе.
Автор коньяка не только подобрал коньячные спирты, но и заменил дистиллированную воду, которая входила в состав купажа на воду из Катнахбюрского источника близ Еревана.
Для этого пришлось получать отдельное разрешение совета министров.
Кроме этого в технологию приготовления входит выдержка готового коньяка в бочках из кавказского дуба в течение трёх лет.
Автору коньяка тогда было 30 лет, и под влиянием патриотических чувств он хотел назвать коньяк «Армения».
От этого названия его отговорил поэт и писатель А. Исаакян, который указал автору на то, что во времена массовых репрессий опасно показывать свою национальную принадлежность.
В результате обсуждения родилось название, которое до сих пор ценится в мире коньяков.
Продолжительное время коньяк выпускался только в Армянской ССР, но со временем стал общесоветской маркой, которую производили на многих заводах СССР.
- С 1957 года выпускается «Юбилейный дагестанский», содержание спирта — 45 %об., сахара — 0,7 %. Коньяк готовится из коньячных спиртов девятилетней выдержки, которые получены из европейских сортов винограда, выращиваемых в Дагестане. Коньяк награждён шестью медалями, в том числе двумя золотыми.
- С 1982 года на Украине производится коньяк под маркой «Юбилейный», содержание спирта 40 %об., сахара — 0,7 %. Коньяк готовится из коньячных спиртов одиннадцатилетней выдержки, которые получены из европейских сортов винограда, выращиваемых на Украине.
- С 1984 года в Молдавии выпускается свой «Юбилейный», содержание спирта 40 %об., сахара — 0,7 %. Коньяк готовится из коньячных спиртов тридцатилетней выдержки, которые получены из местных сортов винограда.
- С 2003 года права на товарный знак «Юбилейный» на территории Российской Федерации принадлежат «Союзплодоимпорт».